# Gian Marco Moroni
Gian Marco Moroni (Roma, 13 febbraio 1998) è un tennista italiano.
Romano, cresciuto tennisticamente al TC Parioli, è soprannominato "Jimbo" o "Bufalo". Attualmente è allenato da Federico Torresi e Fabio Gorietti. Ha vinto un titolo Challenger nel 2021.

## Carriera
Ha iniziato a giocare a Tennis a 4 anni. Nella sua carriera a livello junior ha raggiunto la 33ª posizione nel ranking mondiale ITF nel gennaio 2016. Tra i migliori risultati spiccano la finale in singolare e in doppio al Leeuwenbergh ITF 4 Junior Championships nel 2013. Nel 2015 ha vinto in singolare l'ITF Junior Tunisia raggiungendo anche la finale in doppio, ha vinto l'ITF Junior Cap d'Ail e si è imposto al 32º Torneo Internazionale U18 a Salsomaggiore Terme, giocando anche il Roland Garros 2015 e abbandonando la carriera giovanile all'inizio del 2016 dopo aver giocato gli Australian Open 2016.

### Professionismo

#### 2013-2017
Ha debuttato giovanissimo come professionista al Futures F10 in Italia a Cesena nel 2013. Per molti anni ha giocato prevalentemente nel circuito ITF alternando Futures ai tornei giovanili fino al 2016 prima di dedicarsi al solo professionismo e ottenendo come migliori risultati annuali di questo periodo un quarto di finale in singolare al Futures F35 in Italia nel 2014, la finale in doppio nel Futures F32 in Italia nel 2015 e la semifinale in singolare al Futures F9 in Italia nel 2016, risultati ottenuti curiosamente sempre a Santa Margherita di Pula in tre anni diversi. Nell'ottobre 2017 ha raggiunto la finale in singolare al Futures F3 in Serbia, a Subotica, migliorando il proprio rendimento nella ultima parte di stagione con la vittoria al primo turno nel Due Ponti Challenger di Roma contro Stefano Napolitano (6-3, 6-4) e con quarti e semifinali Futures raggiunte successivamente in Tunisia. Chiude la stagione 2017 al 706º posto in singolare nel ranking ATP.

#### 2018
Ottiene una semifinale a febbraio nel Futures F4 in Spagna e in marzo raggiunge i quarti di finale dopo aver superato le qualificazioni al Santiago Challenger, eliminando nei primi 2 turni del main draw rispettivamente Thiago Monteiro e Sebastian Ofner prima di arrendersi a Tommy Robredo in 3 set. Raggiunge il primo successo tra i professionisti nel successivo torneo disputato, il Futures F7 in Spagna a Reus il 25 marzo 2018 sconfiggendo il quotato Lukas Rosol ai quarti, Jordi Samper-Montana in semifinale e Pol Toledo Bague in finale, cominciando poi a dedicarsi con continuità a tornei di livello superiore come gli ATP Challenger.
In aprile, al torneo JC Ferrero Challenger Open di Alicante supera le qualificazioni e nel main draw elimina prima Pedro Martinez Portero e poi Attila Balasz, prima di arrendersi a Marco Cecchinato nei quarti di finale. Al successivo torneo challenger Open Città Della Disfida Barletta riceve una wild card e batte in serie Pedro Sousa, Andrea Pellegrino, Daniel Gimeno-Traver prima di perdere da Simone Bolelli in semifinale. Dopo una piccola flessione nei risultati tra aprile e maggio, giunge in finale alla Venice Challenge Save Cup dove batte Daniel Masur, Tomislav Brkić, Laurynas Grygelis, Mitchell Kreuger prima di perdere da Gianluigi Quinzi. Raggiunge la semifinale anche al successivo torneo challenger Internazionali di Tennis Città di Vicenza dove si arrende in semifinale a Hugo Dellien dopo aver battuto Victor Estrella Burgos, Daniel Gimeno-Traver e Guilherme Clezar. Tenta le qualificazioni per la prima volta in carriera ad un ATP 250 al Croatia Open Umag dove è subito battuto dal connazionale Stefano Travaglia in 2 set conclusi al tie-break. A giugno raggiunge i quarti di finale al challenger di L'Aquila, dove è costretto al ritiro contro Thiago Monteiro dopo aver battuto Andrea Arnaboldi e Pedro Martinez Portero e nel successivo torneo challenger Internazionali di Tennis Country 2001 Team di Padova dove è eliminato da Tommy Robredo dopo aver battuto Jacopo Berrettini ed Edoardo Eremin. Raggiunge anche i quarti di finale nei successivi tornei disputati sul cemento tra luglio e agosto (a differenza dei precedenti tornei stagionali tutti su terra), prima sul cemento del challenger Open Castilla y León di Segovia dove batte David Guez e Ivan Nedelko prima di arrendersi a Luca Vanni e poi nel challenger Tilia Slovenia Open di Portorose, dove sconfigge Gianluigi Quinzi e Cem Ilkel prima di perdere da Dominik Koepfer.
A fine agosto prende parte al primo Slam in carriera, giocando le qualificazioni degli US Open dove esce subito di scena al cospetto di Marcelo Arevalo (3-6, 6-2, 5-7). Ottiene il proprio best ranking il 27 agosto con il 212º posto ottenuto in singolare. Dopo alcuni tornei tra agosto e settembre (Como, Genova, Szczecin) è costretto a saltare il resto della stagione per infortunio, compreso il torneo di qualificazione alle Next Gen ATP Finals riservato alla wild card italiana nel quale avrebbe avuto diritto a parteciparvi come testa di serie n. 1. Dopo aver scalato la classifica del ranking ATP di quasi 500 posizioni in una sola stagione considerando la classifica ufficiale di dicembre con cui ha concluso ufficialmente il 2017, chiude questa stagione al 218º posto in singolare nel ranking ATP.

#### 2019
Comincia la stagione disputando le qualificazioni del Qatar ExxonMobil Open, torneo dell'ATP World Tour 250, dove esce subito contro Sergiy Stakhovsky. Prende parte per la prima volta in carriera alle qualificazioni degli Australian Open dove è eliminato al primo turno da Jason Jung dopo aver duramente lottato fino alla fine del terzo set (6-3, 1-6, 6-7). Ottiene i primi risultati di rilievo al Challenger di Santiago dove arriva agli ottavi, al Challenger di Tunisi dove raggiunge i quarti di finale e al Challenger di Francavilla dove si ferma agli ottavi di finale.
In maggio raggiunge la seconda finale Challenger della carriera al Garden Open dove dopo aver superato in serie Ulises Blanch, Mate Valkusz, Filip Horanský e Adam Pavlasek si arrende in un match molto lottato a Henri Laaksonen (7-6, 6-7, 2-6).
Superando le qualificazioni al 250 di Gstaad a spese dello svizzero Luca Margaroli e di Marco Trungelliti, entra per la prima volta nel tabellone principale di un torneo ATP e ottiene il suo primo successo nel circuito maggiore sconfiggendo Tommy Robredo, al quale concede quattro giochi. Negli ottavi di finale viene eliminato in due set da João Sousa.

## Statistiche

### Tornei minori

#### Singolare

##### Vittorie (2)
| Legenda tornei minori |
| Challenger (1)        |
| Futures (1)           |

| No. | Data           | Torneo                    | Superficie  | Avversario in finale | Punteggio |
| 1.  | 25 marzo 2018  | F7 Reus, Reus             | Terra rossa | Pol Toledo Bagué     | 6-3, 6-1  |
| 2.  | 27 giugno 2021 | Aspria Tennis Cup, Milano | Terra rossa | Federico Coria       | 6-3, 6-2  |

##### Finali perse (5)
| Legenda tornei minori |
| Challenger (4)        |
| Futures (1)           |

| No. | Data             | Torneo                            | Superficie  | Avversario in finale  | Punteggio        |
| 1.  | 27 agosto 2017   | F3 Subotica, Subotica             | Terra rossa | Dennis Novak          | 3-6, 7-6(4), 2-6 |
| 2.  | 27 maggio 2018   | Venice Challenge Save Cup, Mestre | Terra rossa | Gianluigi Quinzi      | 2-6, 2-6         |
| 3.  | 12 maggio 2019   | Roma Open, Roma                   | Terra rossa | Henri Laaksonen       | 7-6, 6-7, 2-6    |
| 4.  | 5 settembre 2021 | Città di Como Challenger, Como    | Terra rossa | Juan Manuel Cerúndolo | 5-7, 6(7)-7      |
| 5.  | 1 maggio 2022    | Roma Open, Roma                   | Terra rossa | Franco Agamenone      | 1-6, 4-6         |

#### Doppio

##### Finali perse (1)
| Legenda tornei minori |
| Challenger (0)        |
| Futures (1)           |

| N. | Data            | Torneo                                                 | Superficie  | Compagno           | Avversari in finale             | Punteggio   |
| 1. | 25 ottobre 2015 | F32 Santa Margherita di Pula, Santa Margherita di Pula | Terra rossa | Gianluca Di Nicola | Pietro Licciardi Lorenzo Sonego | 6(5)-7, 3-6 |